# Linford Christie
Linford Ecerio Christie (Saint Andrew, 2 aprile 1960) è un ex velocista britannico di origine giamaicana, campione olimpico nei 100 metri piani a Barcellona 1992.

## Biografia
Nato in Giamaica, emigra con la sua famiglia nel Regno Unito all'età di 7 anni, iniziando a praticare atletica leggera solamente a 19 anni; nel 1986 riesce a sorpresa a vincere i 100 m agli Europei di Stoccarda ed è secondo ai Giochi del Commonwealth.
Nel 1988, ai Giochi olimpici di Seul, sempre nei 100 m, si classifica terzo in pista con 9"97, dietro a Ben Johnson e Carl Lewis, ma a causa della squalifica comminata a Johnson per doping successivamente gli viene assegnato l'argento. Dopo la finale dei 200 m anche Christie (che giunge solo quarto) viene trovato positivo al test antidoping, ma non viene squalificato perché i giudici accettano la sua versione secondo la quale la componente dopante era contenuta in un tè al ginseng bevuto a Seul.
Dopo aver fallito l'appuntamento con la medaglia ai Mondiali di Tokyo del 1991, in cui porta a casa solo una medaglia di bronzo sulla staffetta 4×100 metri, l'anno seguente si riscatta ai Giochi olimpici di Barcellona, dove s'aggiudica l'oro, sempre nei 100 m piani con 9"96, approfittando anche dell'assenza di Lewis. Nel 1993 a Stoccarda, vince i Mondiali, diventando così il primo uomo ad essere campione olimpico, mondiale e del Commonwealth. Viene per questo nominato uomo sportivo inglese dell'anno dalla BBC.
Ai Giochi olimpici di Atlanta del 1996 la difesa del titolo olimpico dei 100 viene meno per la squalifica inflittagli in finale a causa di due false partenze, nella gara vinta dal canadese Donovan Bailey con il tempo record di 9"84. Sui 200 metri invece non va oltre i quarti di finale con 20"59.
Si ritira nel 1999 causa un problema di doping e una conseguente sospensione di un contratto pubblicitario. È comunque l'atleta britannico che ha vinto più medaglie in carriera; inoltre è stato il primo uomo ad aver vinto l'oro sia ai mondiali che agli europei che ai Giochi olimpici che ai Giochi del Commonwealth.

## Record nazionali

### Seniores
- 100 metri piani: 9"87 ( Stoccarda, 15 agosto 1993)

## Palmarès
| Anno                                  | Manifestazione          | Sede       | Evento      | Risultato        | Prestazione | Note                          |
| ------------------------------------- | ----------------------- | ---------- | ----------- | ---------------- | ----------- | ----------------------------- |
| In rappresentanza della Gran Bretagna |                         |            |             |                  |             |                               |
| 1986                                  | Europei indoor          | Madrid     | 200 m piani | Oro              | 21"10       |                               |
| 1986                                  | Europei                 | Stoccarda  | 100 m piani | Oro              | 10"15       | Record dei campionati         |
| 1986                                  | Europei                 | Stoccarda  | 4×100 m     | Bronzo           | 38"71       |                               |
| 1987                                  | Mondiali                | Roma       | 100 m piani | Bronzo           | 10"14       |                               |
| 1988                                  | Europei indoor          | Budapest   | 60 m piani  | Oro              | 6"57        |                               |
| 1988                                  | Europei indoor          | Budapest   | 200 m piani | Bronzo           | 20"83       |                               |
| 1988                                  | Giochi olimpici         | Seul       | 100 m piani | Argento          | 9"97        |                               |
| 1988                                  | Giochi olimpici         | Seul       | 200 m piani | 4º               | 20"09       | Miglior prestazione personale |
| 1988                                  | Giochi olimpici         | Seul       | 4×100 m     | Argento          | 38"28       |                               |
| 1990                                  | Europei indoor          | Glasgow    | 60 m piani  | Oro              | 6"56        |                               |
| 1990                                  | Europei                 | Spalato    | 100 m piani | Oro              | 10"00       |                               |
| 1990                                  | Europei                 | Spalato    | 200 m piani | Bronzo           | 20"33       |                               |
| 1990                                  | Europei                 | Spalato    | 4×100 m     | Argento          | 37"98       |                               |
| 1991                                  | Mondiali indoor         | Siviglia   | 60 m piani  | Argento          | 6"55        |                               |
| 1991                                  | Mondiali indoor         | Siviglia   | 200 m piani | Argento          | 20"72       |                               |
| 1991                                  | Mondiali                | Tokyo      | 100 m piani | 4º               | 9"92        |                               |
| 1991                                  | Mondiali                | Tokyo      | 200 m piani | Semifinale       | 20"62       |                               |
| 1991                                  | Mondiali                | Tokyo      | 4×100 m     | Bronzo           | 38"09       |                               |
| 1992                                  | Giochi olimpici         | Barcellona | 100 m piani | Oro              | 9"96        |                               |
| 1992                                  | Giochi olimpici         | Barcellona | 200 m piani | Semifinale       | 20"38       |                               |
| 1992                                  | Giochi olimpici         | Barcellona | 4×100 m     | 4º               | 38"08       |                               |
| 1993                                  | Mondiali                | Stoccarda  | 100 m piani | Oro              | 9"87        | Record europeo                |
| 1993                                  | Mondiali                | Stoccarda  | 4×100 m     | Argento          | 37"77       |                               |
| 1994                                  | Europei                 | Helsinki   | 100 m piani | Oro              | 10"14       |                               |
| 1995                                  | Mondiali                | Göteborg   | 100 m piani | 6º               | 10"12       |                               |
| 1996                                  | Giochi olimpici         | Atlanta    | 100 m piani | Finale           | dq          |                               |
| 1996                                  | Giochi olimpici         | Atlanta    | 200 m piani | Quarti di finale | 20"59       |                               |
| In rappresentanza dell' Inghilterra   |                         |            |             |                  |             |                               |
| 1986                                  | Giochi del Commonwealth | Edimburgo  | 100 m piani | Argento          | 10"28       |                               |
| 1986                                  | Giochi del Commonwealth | Edimburgo  | 4×100 m     | Argento          | 39"19       |                               |
| 1990                                  | Giochi del Commonwealth | Auckland   | 100 m piani | Oro              | 9"93        |                               |
| 1990                                  | Giochi del Commonwealth | Auckland   | 4×100 m     | Oro              | 38"67       |                               |
| 1994                                  | Giochi del Commonwealth | Victoria   | 100 m piani | Oro              | 9"91        |                               |

## Altre competizioni internazionali
1989
- Coppa Europa di atletica leggera ( Gateshead)

1992
- Oro in Coppa del mondo ( L'Avana), 100 m piani - 10"21
- Argento in Coppa del mondo ( L'Avana), 200 m piani - 20"72

1994
- Argento alla Grand Prix Final ( Parigi), 100 m piani - 10"13

1995
- 5º alla Grand Prix Final ( Monaco), 100 m piani - 10"20

1997
- Coppa Europa di atletica leggera ( Monaco di Baviera)

## Riconoscimenti
- Atleta europeo dell'anno (1993)